# (85249) 1993 RT11
1993 أر تي 11 (ويعرف أيضًا باسم (85249) 1993 أر تي 11 وفق تسمية الكوكب الصغير) (بالإنجليزية: 1993 RT11)‏ هو كويكب ضمن حزام الكويكبات؛ وترتيبه 85249 من حيث الاكتشاف.
اكتُشف هذا الجُرم الفلكي بواسطة إيريك والتر إلست في 14 سبتمبر 1993.

## وصلات خارجية
- (85249) 1993 RT11 في قاعدة بيانات مختبر الدفع النفاث لأجرام النظام الشمسي الصغيرة

- الاكتشاف · مخطط المدار ·  العناصر المدارية · المعلمات المادية

- (85249) 1993 RT11 على موقع ويكي سكاي: DSS2, SDSS, GALEX, IRAS, Hydrogen α, X-Ray, Astrophoto, Sky Map, Articles and images